# Windsor (Connecticut)
Windsor – miasto w Stanach Zjednoczonych, w stanie Connecticut, w hrabstwie Hartford.